# Regimini Ecclesiae universae
Apoštolská konstituce Regimini Ecclesiae universae, která je datovaná 15. srpna 1967, byla vyhlášená papežem Pavlem VI. s cílem reformovat Římskou kurii.
Její vydání bylo inspirováno II. vatikánským koncilem, který vyžadoval hlubokou reformu ústředních orgánů Svatého stolce. Konstituce chce podávat informace o dikasteriích kurie na základě pastoračních kritérií; snaží se včlenit biskupskou kolegialitu do řízení církve; usiluje o to, aby složení Římské kurie bylo více mezinárodní (například zavádí také rezidenciální biskupy) a zavádí důležité strukturální inovace – vedle správních orgánů, zavádí také nové orgány pro dialog církve se světem.
Apoštolská konstituce je také důležitá z čistě administrativního hlediska, neboť odstraňuje některé již není potřebná dikasteria, definuje a vymezuje lepší kompetenci jednotlivých orgánů, určuje způsob koordinace mezi jednotlivými dikasterii.